# Go-Jo
Marty Jo Zambotto (* 25. listopadu 1995 Manjimup), profesionálně známý jako Go-Jo, je australsko-francouzský zpěvák, textař a hudební producent, který reprezentoval Austrálii na Eurovision Song Contest 2025 s písní „Milkshake Man“.

## Život
Zambotto vyrůstal na odlehlém statku nedaleko města Manjimup v Západní Austrálii, což výraznou mírou přispělo k formování jeho hudebního stylu a umělecké identity. Jeho otec je původem Francouz, Zambotto má proto dvojí občanství Austrálie a Francie, jeho matka byla frontmanka lokální rockové skupiny. Má celkem pět sourozenců, přičemž jedním z nich je jeho dvojče – sestra.
Ve třinácti letech získal svou první kytaru, kterou mu jeho matka koupila v hračkářství ToyWorld. V devatenácti letech se poprvé seznámil s tvorbou písní a hudební produkcí. Sám k tomu uvedl: „… to byl ten zlom. Předtím jsem o tom vůbec nepřemýšlel – je zajímavé si uvědomit, že moje podvědomí tehdy chápalo písně jako něco, co prostě existuje. Až když mi nejlepší kamarád z domova ukázal beat, který sám vytvořil, a rozebral mi jeho jednotlivé části, všechno se změnilo. Byl to okamžitý přerod – jako když Petera Parkera ve Spidermanovi kousl pavouk. Doslova jsem cítil, jak se mi v DNA začíná tvořit nový vesmír.“ Zpočátku psal a produkoval písně pro jiné interprety, dokud mu jeden z autorů písní, se kterým spolupracoval, navrhl, aby začal zpívat na svých vlastních skladbách.
Kromě hudby se během svého dospívání věnoval australskému fotbalu, v němž soutěžil na profesionální úrovni, jako teenager nastupoval v poloprofesionální soutěži za tým East Perth Royals ve West Australian Football League, než sport opustil, aby se plně věnoval hudbě, a přestěhoval se do Sydney, kde se zaměřil na svou sólovou hudební kariéru. Ke svému uměleckému jménu přišel díky tomu, že mu jeho matka při běžeckých závodech na tribuně často fandila povzbuzováním „Go Jo“, přičemž „Jo“ odkazuje na jeho prostřední jméno.
Zambotto je kromě svých autorský písní známý též svými coververzemi s důrazem na kytaru. Jeho cover písně „Iris“ od The Goo Goo Dolls zaznamenal na platformě Spotify více než tři miliony zhlédnutí. Další videoklip, v němž vystupuje se svou písní „Mrs. Hollywood“ na pláži Bondi Beach, má zhlédnutí více než šest milionů, přičemž samotná píseň dosáhla napříč všemi videoplatformami jedné miliardy zhlédnutí. Vystoupil také jako předskokan kapel a interpretů jako Jonas Brothers, Milky Chance nebo Tash Sultana.
Dne 25. února 2025 oznámila australská rozhlasová stanice SBS, že Zambotto bude reprezentovat Austrálii na Eurovision Song Contest 2025 v Basileji s písní „Milkshake Man“. Zamboto se zúčastnil 2. semifinále, konaného 15. května, nedokázal se ale kvalifikovat do finále.

## Diskografie

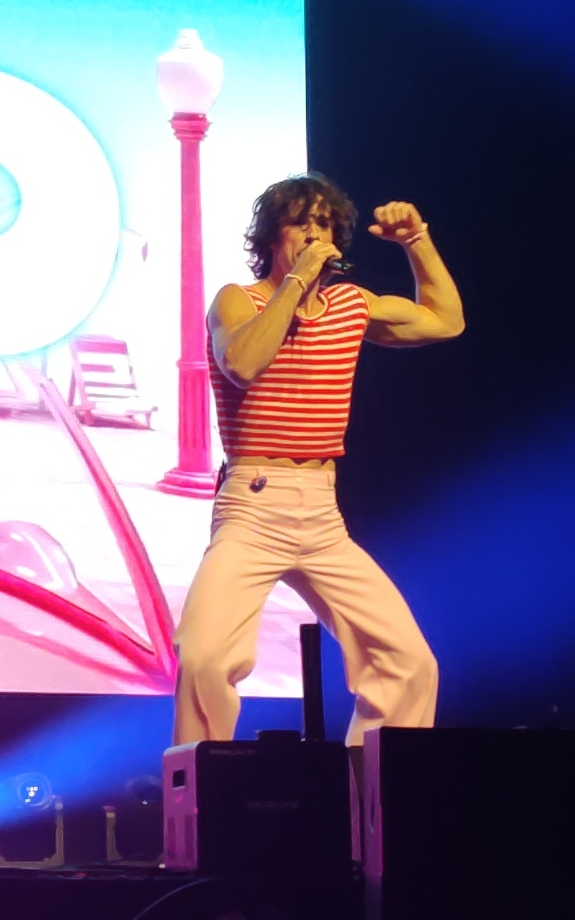
Zambotto vystupující na 2025 Eurovision Contest preparty

### Singly
- 2016: „Nobody Like You“ (s Emmou Carn)
- 2018: „Incredible“ (s Drugz300)
- 2018: „With You“
- 2019: „Ship In The Bottle“
- 2019: „Phases“ (s Trøves)
- 2020: „No One Else“
- 2020: „Say Something“
- 2020: „Iris“
- 2021: „Thank You Mum“
- 2021: „White Lies“
- 2021: „You Don't Love Me“
- 2021: „Backseat“
- 2021: „Better Off“
- 2021: „Fuck Being Sad“
- 2022: „Georgia“
- 2022: „Missing You“
- 2022: „See You in LA“
- 2022: „Double Down“
- 2023: „Mrs. Hollywood“ (Pozice 1 v žebříčku AUS Indie)[9]
- 2023: „Loverman“
- 2023: „Teenage Dream (triple j Like A Version)
- 2024: „Cry About“
- 2025: „Milkshake Man“